# Prêt épargne logement
Le prêt épargne-logement peut, en France, être accordé lorsqu'on est titulaire d'un compte épargne logement (CEL) ou d'un plan épargne logement (PEL) et si l'on a mis de l'argent de côté sur ce genre de placement. 

## Principe
Après une période d'épargne pendant laquelle on acquiert des droits à prêts bonifiés, on peut envisager l'utilisation de ces droits pour financer l'achat, la construction d'une résidence principale soit à titre personnel soit dans le but de la louer. Ils peuvent également servir à financer une résidence secondaire pour l'achat ou des travaux à condition toutefois de ne pas avoir d'encours de prêts épargne logement sur la résidence principale. Le montant peut être augmenté par la cession de droits d'autres membres de la famille. D'une durée de 2 à 15 ans, les prêts peuvent représenter 100 % du projet hors frais avec un maximum de 92 000 € pour le prêt PEL ou 23 000 € pour le prêt CEL.

## Fonctionnement
Un titulaire peut obtenir un prêt épargne logement grâce au CEL après un minimum de 18 mois d'ouverture sachant que la mise initiale de ce livret n'est que de trois cents euros sans aucune obligation de versements. L'avantage est le taux du prêt mais aussi, pour « rattraper » le taux d'intérêt faible dont a bénéficié votre épargne le fait de toucher à la réalisation du prêt une prime équivalente à 5/11 des intérêts acquis dans un plafond de 1 144 €.  Il n'y a pas de frais de dossier attachés à ce prêt, les frais de garantie (IPPD ou hypothèque) sont réduits et en principe il n'y a pas de pénalités en cas de remboursement anticipé.
Un titulaire peut obtenir un prêt épargne logement grâce au PEL après un minimum de 48 mois d'ouverture sachant que la mise initiale du plan est de 225 € et qu'il y a ensuite obligation de versements d'un minimum de 540 € par an. À la clôture du PEL, le titulaire dispose d'un droit à prêt pendant une période d'un an. Il n'y a pas de frais de dossier attachés à ce prêt, les frais de garantie (IPPD ou hypothèque) sont réduits. Auparavant, les banques demandaient rarement des pénalités en cas de remboursement anticipé. Ce n'est plus le cas pour les prêts souscrits après novembre 2001.

## Nature des travaux
La nature des travaux pouvant donner lieu à un prêt épargne logement est précisée dans l'article premier de l'arrêté du 15 mars 1976 publié au journal officiel du 17 mars 1976.